# Hôtel du Grand-Doyenné
L'hôtel du Grand-Doyenné est un monument historique situé à Guebwiller, dans le département français du Haut-Rhin.

## Localisation
Ce bâtiment est situé au 1, rue du 4-Février à Guebwiller.

## Historique
L'édifice fait l'objet d'une inscription au titre des monuments historiques depuis 1935.

## Architecture

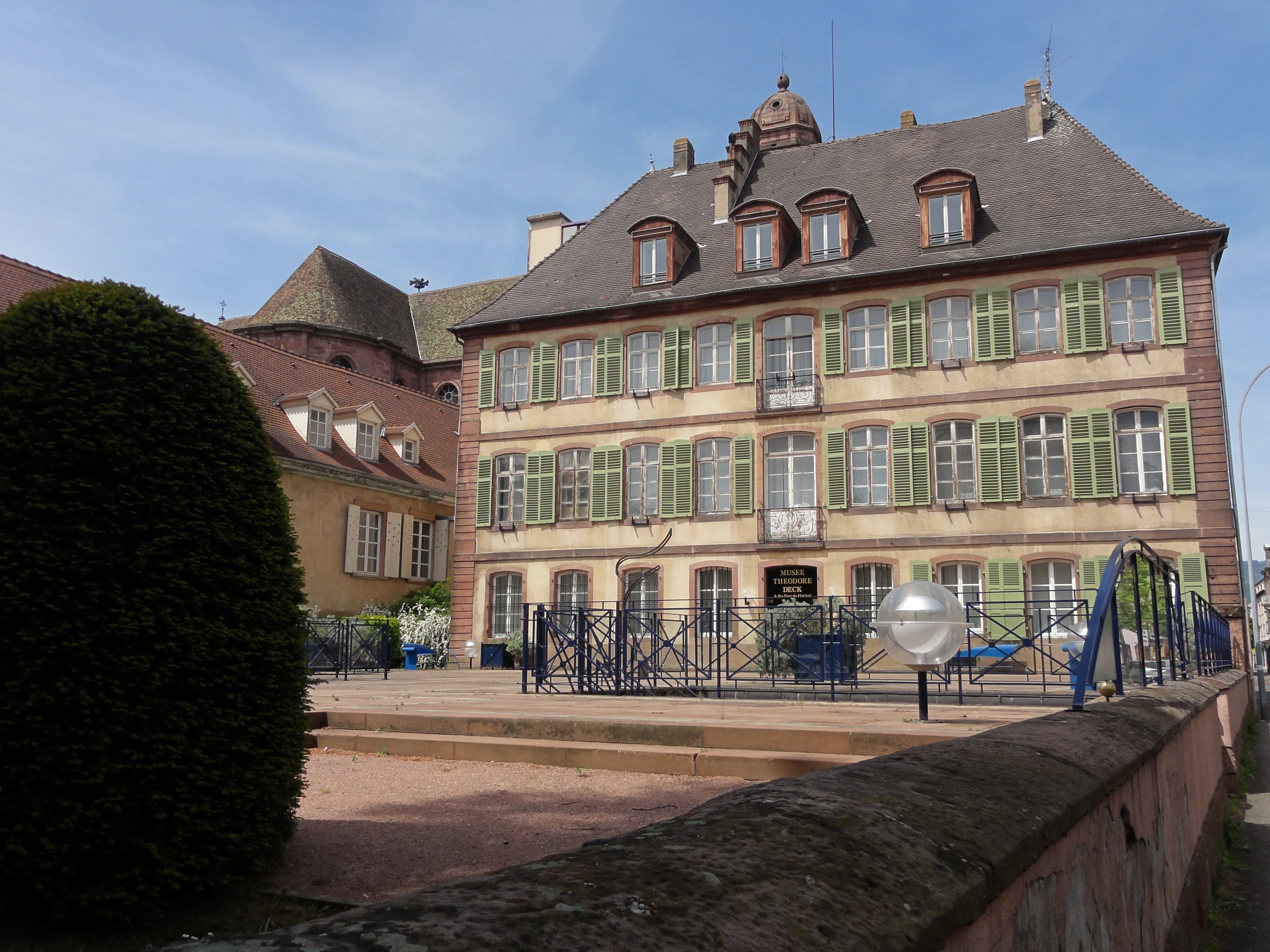